# 木村良平 (薬学者)
木村 良平（きむら りょうへい、 - 2022年〈令和4年〉3月4日）は、日本の薬学者（生物薬剤学）。学位は薬学博士（静岡薬科大学・1976年）。静岡県立大学名誉教授。
静岡薬科大学薬学部教授、静岡県立大学薬学部教授、静岡県立大学学生部部長などを歴任した。

## 概要
生物薬剤学を専攻する薬学者である。医薬品の薬物動態や薬効解析といった業績や、環境汚染物質についての薬物代謝酵素誘導作用の解析などで知られる。静岡薬科大学、静岡県立大学で教鞭を執った。

## 来歴

### 生い立ち
1957年（昭和32年）、静岡県立静岡高等学校卒業。1961年、静岡薬科大学卒業後、企業人として医薬品学術情報業務に従事。なお、後年に「グルタミン酸の5-アルキルアミドの中枢神経に及ぼす影響」と題した博士論文により、1976年（昭和51年）2月2日に静岡薬科大学から薬学博士の学位を授与された。

### 薬学者として
1963年（昭和38年）、静岡薬科大学薬剤学教室助手、1970年（昭和45年）、同講師、1976年（昭和51年）、同助教授、1981年（昭和56年）、米国ケンタッキー大学薬学部客員研究員。1983年（昭和58年）、静岡薬科大学教授。
1987年（昭和62年）静岡県立大学開学後も、引き続き薬剤学教室を主宰。この間、各種委員会の委員、静岡県立大学評議員、学生部部長を歴任。41年の長きに亘り静岡薬科大学、静岡県立大学で研究、教育、大学の発展に貢献した。2004年（平成16年）、静岡県立大学名誉教授。2022年（令和4年）3月4日に死去した。

## 研究
研究面では、主に生物薬剤学の研究に従事、とりわけ、薬物動態学、薬効解析学、毒性学の立場からドラッグデリバリー、医薬品の薬物動態と薬効解析や環境汚染物質の薬物代謝酵素誘導作用の機構論的解析に関する研究などを精力的に行った。また、ケンタッキー大学薬学部留学中には医薬品の鼻粘膜吸収に関する先駆的研究を展開。研究成果は、150編を超える原著論文、8編の総説、11編の著書として発表され、生物薬剤学における功績は大きい。学会活動としては、日本薬学会、日本薬物動態学会、日本薬剤学会、日本医療薬学会、日本薬剤師会、国際異物代謝学会に所属、日本薬物動態学会評議員、日本薬学会評議員・東海支部幹事を務めた。
静岡県においては、静岡薬剤研究会の代表世話人、静岡実験動物研究会の副会長、静岡県医薬分業推進指針検討会会長、静岡市薬剤師会主催医薬分業シンポジウム座長、静岡県立こども病院治験審査委員として地域の発展に尽力した。教育に関しては、調剤学、薬剤学、薬物動態学、薬剤学特論(大学院)等の講義を担当、学部および大学院学生の基礎薬学や医療薬学教育に意欲的に取り組み、後進の指導育成にあたった。特に、薬剤学実習に病院実習を取り入れ県内病院薬局との密接な連携を図り、今日の実務実習の基盤を作った。

## 著作

### 共著
- 薬剤学 Integrated essentials （改訂第５版） 村田敏郎/花野学/小泉保【編】/木村良平 /吉本与一/向井呈一/山田秀雄/伊藤圭二【ほか著】 南江堂 1997 04.